# زارینسک
شهر زارینسک (به روسی: Заринск) در کشور روسیه و در کرای آلتایی واقع شده‌است.